# Середня школа № 189 (Київ)
Спеціалізована школа №189 або офіційно Спеціалізована школа І-ІІІ ступенів № 189 з поглибленим

вивченням англійської та німецької мов Деснянського району міста Києва є комунальним закладом освіти, що здійснює навчання за загальнообов'язковою та спеціалізованою програмою.

## Історія
Школу відкрито в 1967 році, типовий проект 2-02-964У. Це перша середня школа на Лісовому масиві — мікрорайоні Деснянського району міста Києва.
За цей час у школі створено певні традиції, які педагогічний колектив береже і примножує, а саме:
- навчання і виховання учнів — це два нероздільні процеси;
- передача знань через формування інтересу до предмету та розвиток допитливості учнів.

У 1987 році установа отримала статус школи з поглибленим вивченням англійської та німецької мов з 1 класу.
Це стало початком переходу від загальноосвітньої до профільної спеціалізації школи. За результатами державного ліцензування, що проводилось у травні 1996 року, школа підтвердила статус спеціалізованої з поглибленим вивченням іноземних мов . В період 2006-2010рр., в рамках модернізації старшої школи на основі профільності, школа увійшла до системи допрофесійного навчання. Так на її базі здійснюється підготовка старшокласників за наступними напрямками:
- секретар-друкарка (при співпраці з КНТЕУ);
- оператор комп'ютерного набору (при співпраці з КНТЕУ);
- референт зі знаннями іноземних мов та ПК (при співпраці з НПУ им. Драгоманова);
- референт-перекладач (при співпраці з НПУ ім. Драгоманова);
- референт з країнознавства (при співпраці з НПУ ім. Драгоманова).

Учні школи беруть участь у конкурсному відборі за міжнародною програмою обміну старшокласників FLEX (future leaders exchange), ініційованою Американською радою з міжнародної освіти АКСЕЛЗ (ACTR ACCELS) .

## Навчальний процес
Нині у 40 класах навчається 723 учні. З них поглиблено вивчають англійську та німецьку мови у 24 класах. У школі обладнано 12 кабінетів іноземних мов, 2 комп'ютерні класи. В аудиторіях школи функціонує відділення Других Київських курсів іноземних мов, що має солідний досвід викладання 17 іноземних мов .
Учні школи беруть активну участь у районних, міських олімпіадах та в секціях МАНУ, щорічно займають призові місця на різноманітних олімпіадах та конкурсах . За результатами Зовнішнього незалежного тестування випускників загальноосвітніх закладів міста у школи достатньо високі показники з української мови і літератури, математики, історії України та англійської мови .

## Викладацький склад
Вчителі, вихователі та адміністрація є згуртованим колективом однодумців, що працює на основі наступності досвіду викладання. В процесі навчання використовуються як традиційні методики, так і власні методичні напрацювання, що носять іноваційний характер.